# Terra Filmkunst
Terra Film est une société de production de cinéma établie à Berlin pendant la période de l'Allemagne nazie.

## Production
- 1927 : Nozze sotto il terrore (Revolutionsbryllup) : réalisation A.W. Sandberg
- 1940 : Le Juif Süss de Veit Harlan
- 1942 : Fronttheater
- 1943 : Wenn die Sonne wieder scheint, d'après De vlaschaard de Stijn Streuvels